# Florentine Galliny
Florentine Galliny, Pseudonym: Bruno Walden (* 24. Juni 1845 in Wien; † 19. Juli 1913 ebenda) war eine österreichische Autorin, Journalistin und Übersetzerin.

## Leben
In Wien am 24. Juni 1845 geboren, schrieb Florentine Galliny später literarische Kritiken und feingeistige Feuilletons für zahlreiche Zeitungen und Zeitschriften; bei der Wiener Zeitung war sie Redakteurin. Sie trat auch mit ausgezeichneten Übersetzungen aus dem Englischen und Französischen ins Deutsche hervor. Wie auch andere journalistisch tätige Kolleginnen ihrer Zeit publizierte sie unter einem Pseudonym, und zwar unter dem Namen Bruno Walden.
In den Schilderungen über ihre Person erscheint sie als vornehm, zart und gebrechlich. Sie blieb zeitlebens alleinstehend, noch als alte Dame sprach man sie mit „Fräulein“ an. Durch die Folgen eines Unfalls war sie behindert. Überlieferungen zufolge unterhielt sie in Wien einen geistvollen Salon. Florentine Galliny verstarb am 19. Juli 1913 in Wien. Am 21. Juli 1913 attestierte ihr der damalige Chefredakteur der Wiener Zeitung Emil Löbl in seiner auf dem Wiener Zentralfriedhof gehaltenen Grabrede neben „zarter frauenhafter Empfindung“ einen „fast männlichen Charakter“, was in Anbetracht der für journalistisch tätige Frauen ungünstigen Zeitumstände als Kompliment gemeint war.

## Schriften (Auswahl)
- (als Bruno Walden): Wiener Studien. Beck, Wien 1869 (Nachdruck: Hansebooks, Norderstedt 2016, ISBN 978-3-7434-3495-0)
- Otto von Bismarck: Bismarck-Briefe. Hrsg. von Bruno Walden, Reprint der Ausgabe 1892/93, Archiv-Verlag, Braunschweig 1998.